# Hamilton Challenger 2001
L'Hamilton Challenger 2001 è stato un torneo di tennis facente parte della categoria ATP Challenger Series nell'ambito dell'ATP Challenger Series 2001. Il torneo si è giocato a Hamilton in Nuova Zelanda dal 19 al 25 marzo 2001 su campi in cemento.

## Vincitori

### Singolare
Björn Rehnquist ha battuto in finale  Martin Lee con il punteggio di 3–6, 6–2, 6–0

### Doppio
Noam Behr /  Noam Okun hanno battuto in finale  Tuomas Ketola /  Filippo Messori con il punteggio di 7–6(4), 6–4